# Sphaerolana karenae
Sphaerolana karenae is een pissebed uit de familie Cirolanidae. De wetenschappelijke naam van de soort is voor het eerst geldig gepubliceerd in 1995 door Rodriguez-Almaraz & Thomas Elliot Bowman III.